# Kézilabda a 2003. évi nyári európai ifjúsági olimpiai fesztiválon
A 2003. évi nyári európai ifjúsági olimpiai fesztiválon a kézilabda mérkőzéseket Párizsban rendezték. A fesztiválon csak férfi válogatottaknak rendeztek versenyt.

## Érmesek
| A 2003. évi nyári európai ifjúsági olimpiai fesztivál érmesei férfi kézilabdában | A 2003. évi nyári európai ifjúsági olimpiai fesztivál érmesei férfi kézilabdában | A 2003. évi nyári európai ifjúsági olimpiai fesztivál érmesei férfi kézilabdában | A 2003. évi nyári európai ifjúsági olimpiai fesztivál érmesei férfi kézilabdában |
| -------------------------------------------------------------------------------- | -------------------------------------------------------------------------------- | -------------------------------------------------------------------------------- | -------------------------------------------------------------------------------- |
| Arany                                                                            | Ezüst                                                                            | Bronz                                                                            |                                                                                  |
| Spanyolország                                                                    | Oroszország                                                                      | Franciaország                                                                    |                                                                                  |